# Venesmes

Venesmes este o comună în departamentul Cher, Franța. În 1 ianuarie 2022 avea o populație de 788 de locuitori.